# Une torture à visage humain
Une torture à visage humain est une nouvelle de science-fiction d'André Ruellan, publiée en mars 1980. Cette nouvelle est à la fois dramatique et sarcastique.

## Publications
La nouvelle a notamment été publiée en langue française dans :
- Quotidien Le Monde, no 10921, 9-10 mars 1980 ;
- L'Année 1980-1981 de la Science-Fiction et du Fantastique, éditions Julliard, avril 1981 ;
- Territoires de l'inquiétude - 5, éd. Denoël, collection Présence du fantastique n° 27, septembre 1992 ;
- De flamme et d'ombre, éditions Fleuve noir, collection Bibliothèque du Fantastique, janvier 1999 ;
- Les Horizons divergents, anthologie, Le Livre de poche, 1989.

## Résumé
Martin fait partie d'un groupe anarchiste qui a fait exploser l'Arc de triomphe de l'Étoile. Il est d'abord interrogé par les policiers, à qui il explique qu'« il ne sait rien », dans la mesure où chaque groupe anarchiste est indépendant des autres et que chaque membre ignore l'identité des autres membres de son groupe. Il ne peut donc rien déclarer.
Le lendemain, il est emmené pour interrogatoire devant le juge d'instruction. Il est fixé sur une chaise et un médecin, assisté par deux infirmières, lui injecte un produit chimique qui paralyse l'intégralité du corps, à l'exception de la bouche (il peut donc parler). Le juge d'instruction l'informe qu'il va être interrogé et qu’il serait opportun qu'il révèle tout ce qu'il sait. Le médecin injecte alors un second produit qui fait disparaître toute notion de souffrance physique. Martin apprend qu’on va découper son corps en sections, et que chaque partie sera conservée dans de l'azote liquide. Ceci permettra par la suite de le « reconstituer ». En effet, la méthode d'interrogatoire est la suivante : on va le dépecer progressivement jusqu'à ce que l'intégralité de son corps finisse dans des bacs d'azote, puis on le « reconstruira » avant de le « déconstruire », et puis encore, et encore. Quand il en aura assez d'être désassemblé puis réassemblé, peut-être voudra-t-il bien parler ? Par ailleurs on ne peut pas parler de « torture » : a-t-on jamais vu quelqu'un être torturé sans souffrir ? 
Le médecin commence à trancher une phalange d'un doigt. Martin ne souffre pas, effectivement. Puis on lui prélève un testicule. La fin de la nouvelle se termine sur ces phrases : « Une grande détresse envahit Martin. Il aurait pu raconter n'importe quel mensonge, mais on procéderait aussitôt à des vérifications. Il ne ferait que reculer pour mieux sauter. La seule solution aurait consisté à donner vraiment des informations. Mais l’ennui, songeait Martin avec consternation tandis que le chirurgien lui enlevait l'œil droit, c'est qu'il n'avait strictement RIEN à dire. ».